# سگ‌های بیشه
سگ‌های بیشه یا غاری‌های راستین (نام علمی: Speothos) نام یک سرده از تیره سگان است. این سرده دارای دو گونه سگ بیشه و سگ بیشه پلیستوسن است.